# Adam Barta
Adam Steven Barta (21 de setembro de 1979), conhecido profissionalmente como Adam Barta, é um ator e músico americano do Bronx, Nova York.
Barta é conhecido por seus duetos com estrelas e personalidades da mídia como Alana Thompson de Here Comes Honey Boo Boo, Margaret Cho, Nadya Suleman, Tan Mom e Jonah Falcon, por suas colaborações com artistas como Kathy Sledge e por vídeos musicais com estrelas cômicas como Lisa Lampanelli.

## Carreira de ator
Barta começou sua carreira fazendo off-Broadway. Um de seus papéis mais notáveis foi jogar Tash em Befriending Beau, ao lado de Eric Millegan. Em 1999, Barta apareceu na série Comedy Central.
Em 2012, filmou cenas para o seu vídeo musical "Q&A" com Lisa Lampanelli, da Celebrity Apprentice. Além disso, ele filmou um episódio inédito do show NY Ink para TLC em dezembro, onde conheceu Ro Bear, que co-estrelou com ele no vídeo "Q&A".

## Discografia

### Singles

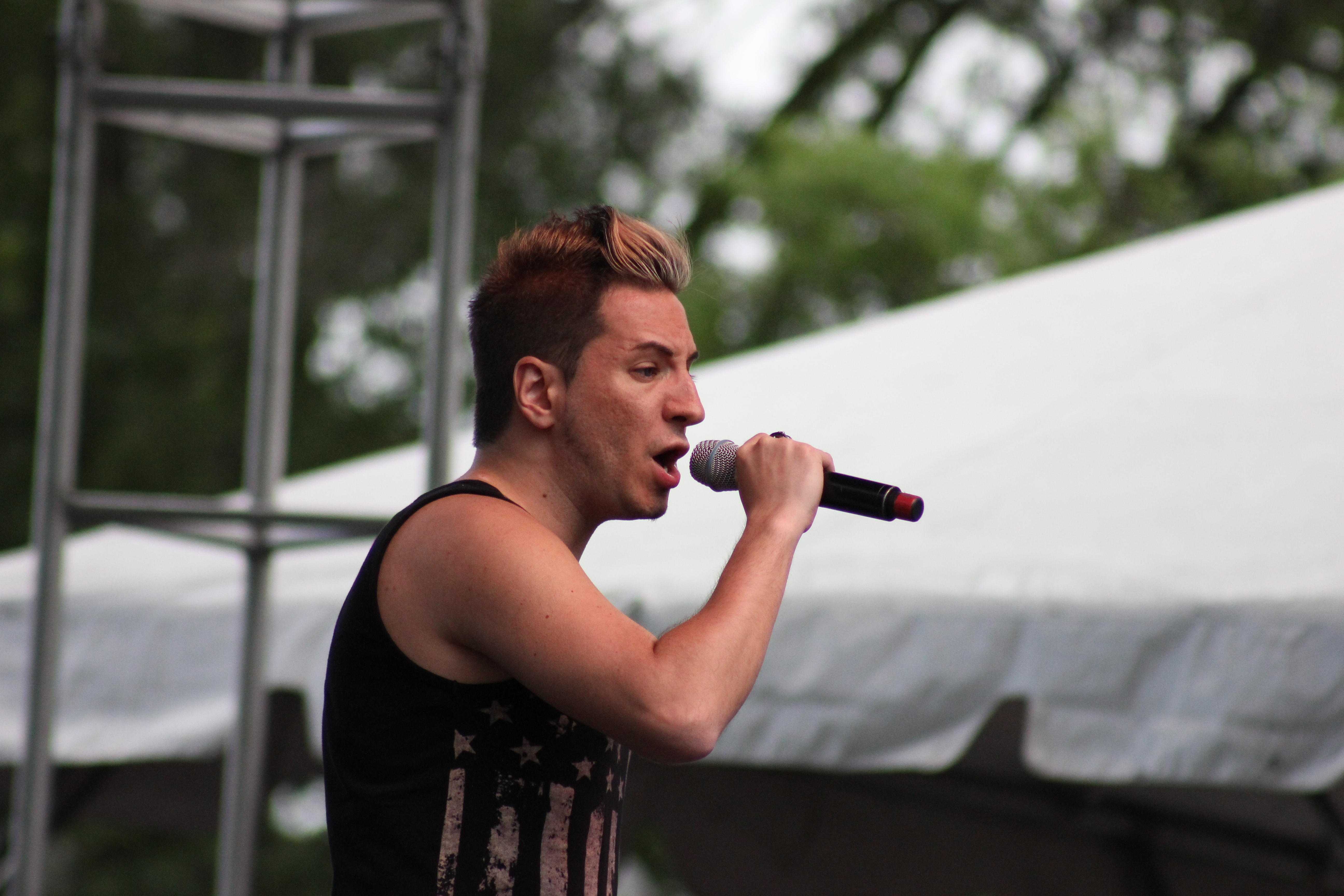
Barta no Gay Pride em Washington D.C., 2013.

| Single                   | Ano  | Álbum            |
| ------------------------ | ---- | ---------------- |
| "Dirty Girls"            | 2005 | Single sem álbum |
| "I Wanna Hold You"       | 2006 | Single sem álbum |
| "Standing in the Rain"   | 2008 | Single sem álbum |
| "VIP"                    | 2009 | Single sem álbum |
| "Give Yourself Up"       | 2011 | Single sem álbum |
| "Q&A"                    | 2012 | Single sem álbum |
| "Sexy Party"             | 2012 | Single sem álbum |
| "I Need A Doctor"        | 2012 | Single sem álbum |
| "Serendipity"            | 2012 | Single sem álbum |
| "It's Too Big"           | 2013 | Single sem álbum |
| "You Seemed Shady to Me" | 2013 | Single sem álbum |
| "Life of the Party"      | 2013 | Single sem álbum |
| "I'm No Angel"           | 2013 | Single sem álbum |
| "Superficial"            | 2013 | Single sem álbum |
| "See U Next Tuesday"     | 2014 | Single sem álbum |